# Игуман Атанасије (Ђокић)
Атанасије Ђокић (Бресница код Чачка, 1900 — Манастир Свете Тројице, 1940) био је игуман Манастир Свете Тројице.

## Биографија
Игуман Атанасије Ђокић рођен је у Бресница код Чачака 1900. године. Из његове заоставштине у књигама и школским свескама види се да је као старешина Манастира Клисуре 1933. године, учио гимназију.
Владика Николај Велимировић, по доласку из Охрида у жичку епархију 1936. године одмах у Овчару поставио за старешину Манастира Благовештења. 
За његово време владика Николај покренуо је обнову Манастира Свете Тројице, што је јеромонах отац Атанасије монашки савесно и извршио уз помоћ братства и приложника. 
Када је 1937. године завршио обнову цркве и постојећих старих конака, као и зидање једног конака који се данас налази са јужне стране цркве, владика Николај је извршио освећење и цркве и конака и том приликом оца Атанасија произвео за игумана. 
Умро је крајем 1940. године.